# Bitka na Sutjeski
Bitka na Sutjeski (nemško ime operacija Schwarz, partizansko poimenovanje peta sovražnikova ofenziva) je bila skupen napad sil osi na partizanske sile blizu reke Sutjeske v jugovzhodni Bosni, ki je trajal od 15. maja do 16. junija 1943. Neuspeh te ofenzive je postavil mejnik za tedanjo Jugoslavijo v drugi svetovni vojni.
Bitka je sledila nemški operaciji Fall Weiss, ki ni uspela doseči istih ciljev: razbiti partizansko vojsko in aretirati njenega voditelja, Josipa Broza Tita, znanega tudi pod komunističnim imenom Walter.
Sile osi so v ofenzivo poslale 127.000 vojakov, sestavljeno iz Italijanov, Nemcev, vojakov iz NDH, Bolgarov in kozakov (ki so jim v bivši Jugoslaviji pravili tudi Čerkezi), in 300 bojnih letal izključno iz Nemčije. Narodnoosvobodilna vojska Jugoslavije je na območju imela le 18.000 vojakov NOB-a, porazdeljenih v 16 brigad. Po obdobju koncentracije vojske se je ofenziva začela 15. maja 1943.
Čete sil Osi so takoj dobile prednost, saj so imele boljše začetne položaje. Partizane so obdale z vseh strani in jih popolnoma izolirale na planoti Durmitor v severni Črni gori, ki jo z vsake strani obdaja po ena reka, Tara in Piva. Partizani so bili prisiljeni pričeti divjo, dober mesec trajajočo bitko na enem samem ozemlju.
9. junija so Nemci skoraj uspeli likvidirati Tita, saj je ena od bomb padla zelo blizu njegove skupine in ga ranila v roko. Priljubljeno povojno poročilo govori o Titovem psu, nemškem ovčarju Luksu, ki naj bi žrtvoval svoje življenje, da bi rešil gospodarja, s tem da se je vrgel na bombo, ki bi sicer ubila Tita.
Narodnoosvobodilna vojska Jugoslavije se je, soočena s skoraj izključno nemškimi četami, v končnem obkoljenju končno uspela prebiti skozi nemško 118. in 104. lovsko ter hrvaško 369. pehotno divizijo.
Po nekajkratnih neuspešnih prebojih na jug in vzhod, v Srbijo (Sandžak in Kosovo), se je Glavni štab odločil, da se partizanske enote razdelijo v dve skupini: prva skupina, kjer je bil tudi Glavni štab, naj bi poskušala s prebojem preko Gornjih in Donjih Bar na zahod, medtem ko naj bi črnogorske divizije in ranjenci poskušali s prebojem na jug in vzhod. V začetku junija so sile NOVJ pri Tjentištu prešle reko Sutjesko, vendar so imele dalmatinske brigade, ki so ščitile smer načrtovanega preboja, velike izgube in so se bile prisiljene umakniti. S tem so se sile NOVJ znašle v dolini Sutjeske v celoti obkoljene in v brezizhodnem položaju. Major Deakin, vodja britanske misije, ki je v času bitke gostovala pri Glavnem štabu, je kasneje zapisal, da ima vojska v takšni situaciji samo dve možnosti: predajo ali uničenje. 
Ključni trenutek bitke je predstavljala (samovoljna) odločitev Koče Popovića, komandanta elitne 1. Proletarske divizije. Medtem ko je Glavni štab NOVJ s Titom in generalom Terzićem vztrajal na preboju na zahod preko položajev dalmatinskih brigad, ki so jih nemške sile že prebijale, se je Koča Popović odločil za preboj na severovzhod. S svojo divizijo je 9. junija zasedel položaje na Zelengori in na sever, ne da bi (zaradi nedelujočih radijskih postaj) obvestil Glavni štab, poslal Prvo proletarsko brigado komandanta Danila Lekića z nalogo poiskati možno mesto preboja. V jutranjih urah 10. junija je Prva proletarska brigada v jurišu pri Vrbničkih kolibah pod Balinovcem prebila položaje bojne skupine Höhne iz sestava 369. legionarske divizije ter s tem odprla vrzel v nemškem obroču. Preboj je z intenzivnimi napadi na razbite nemške enote iz sestava 369. legionarske divizije nadaljevala celotna 1. Proletarska divizija, z namenom preprečiti možno reorganiziranje nemških sil. Divizija je še istega dne prodrla globoko na področje pod nadzorom okupacijskih sil. Na poziv Koče Popovića je skozi ozek koridor preko Zelengore prodrla tudi 2. Proletarska divizija in v naslednjih dneh še glavnina sil NOVJ. Boke koridorja na Zelengori so pred silovitimi nemškimi protinapadi do zadnjega moža ščitile partizanske enote na Košuti in Ljubinem grobu. Kmalu po preboju so nemške enote SS ponovno zaprle obroč in s tem onemogočile preboj drugi skupini NOVJ z glavno bolnico.   
Po uspešnem preboju so partizani nadaljevali z ofenzivnimi akcijami in se umaknili v vzhodno Bosno. Trem brigadam in osrednji bolnišnici s preko 2000 ranjenci se umik ni posrečil. Na Hitlerjev ukaz je nemški glavni general Alexander Löhr dal pobiti vse partizane, vključno z neoboroženimi ranjenci in zdravniškim osebjem. Partizanske sile so v ofenzivi utrpele hude izgube, saj je padla kar tretjina v bitki udeleženih partizanov (6391 mož).
Nemški poveljnik na tem območju, Rudolf Lüters, ki je 15. junija ukazal prenehanje operacije Schwarz, opisuje »komunistične upornike« kot dobro organizirano vojsko z visoko bojno moralo in izkušenim vodstvom.
Takoj po preboju se je NOV zopet zbrala in pričela protiofenzivno vstajo v vzhodni Bosni. Pred fašističnimi garnizijami so evakuirali območja Vlasenice, Srebrenice, Olova, Kladnja in Zvornika.
Bitka je označila nov mejnik pri zavezniškem obvladovanju Jugoslavije, postala pa je tudi pomemben del povojne mitologije, ki proslavlja samožrtvovanje, trpljenje in trdno moralo partizanov.

## Vojaški red zaveznikov
Jugoslovanski partizani
- Prva proletarska divizija
- Druga proletarska divizija
- Tretja udarna divizija
- Sedma banijska divizija
- Tretja dalmatinska brigada
- Tretji bataljon
- Četrta proletarska brigada
- Drugi bataljon
- Četrti bataljon
- Peta črnogorska brigada [4]

## Vojaški red sil osi
Tretji rajh
- Sedma SS Prostovoljna Gorska Divizija »Prinz Eugen«
- Prva gorska divizija
- Stočetrta Jägrova divizija
- Stoosemnajsta Jägrova divizija
- Tristodevetinšestdeseta kopenska divizija
- Oddelki brandenburgerškega regimenta
- Okrepljen sedemstoštiriindvajseti kopenski regiment (stočetrta divizija)

 Italija
- Prva alpska divizija »Taurinense«
- Devetnajsta kopensko-gorska divizija »Venezia«
- Triindvajseta kopenska divizija »Ferrara«
- Dvaintrideseta kopenska divizija »Marche«
- Stoenainpetdeseta kopenska divizija »Perugia«
- Stoštiriinpetdeseta kopenska divizija »Murge«
- Sile podgoriškega sektorja

 Neodvisna država Hrvaška
- Četrta domobranska Jägrova brigada

 Bolgarija
- Triinšestdeseti kopenski regiment
- Enainšestdeseti kopenski regiment

(obe enoti pod poveljstvom tristodevetinšestdesete divizije) 